# سيسفين

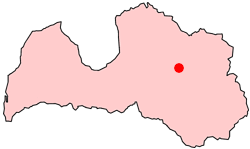
سيسفين

سيسفين (Cesvaine، بالألمانية سيسفيغن Seßwegen) هي مدينة تقع في لاتفيا.

## معرض صور

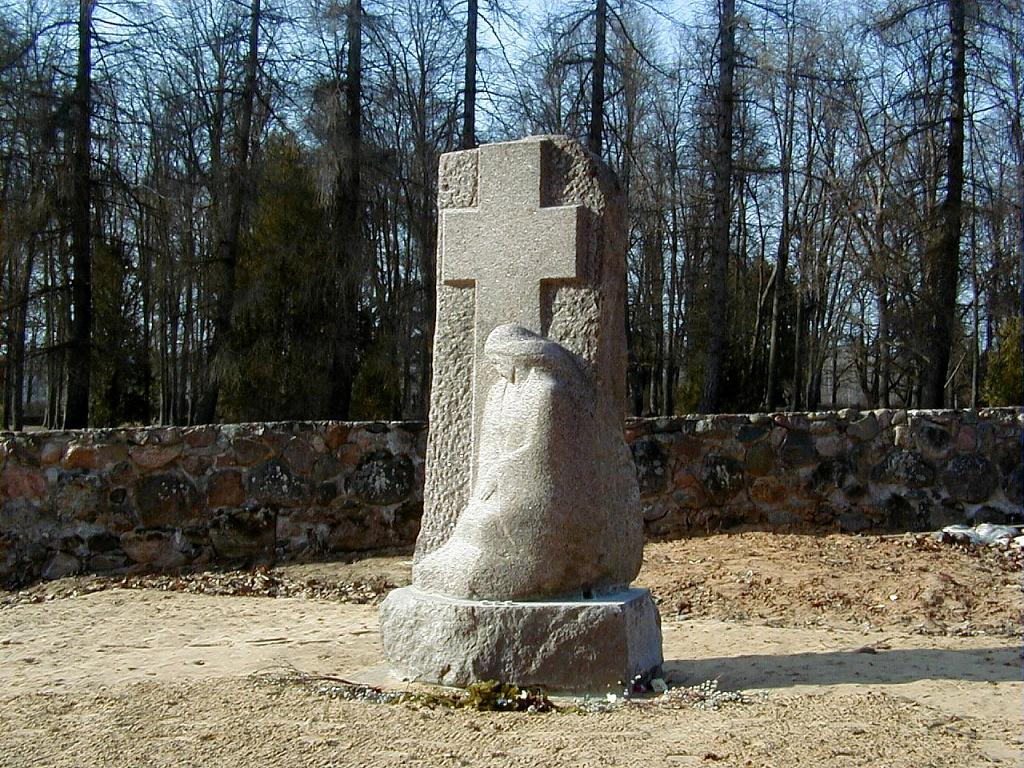
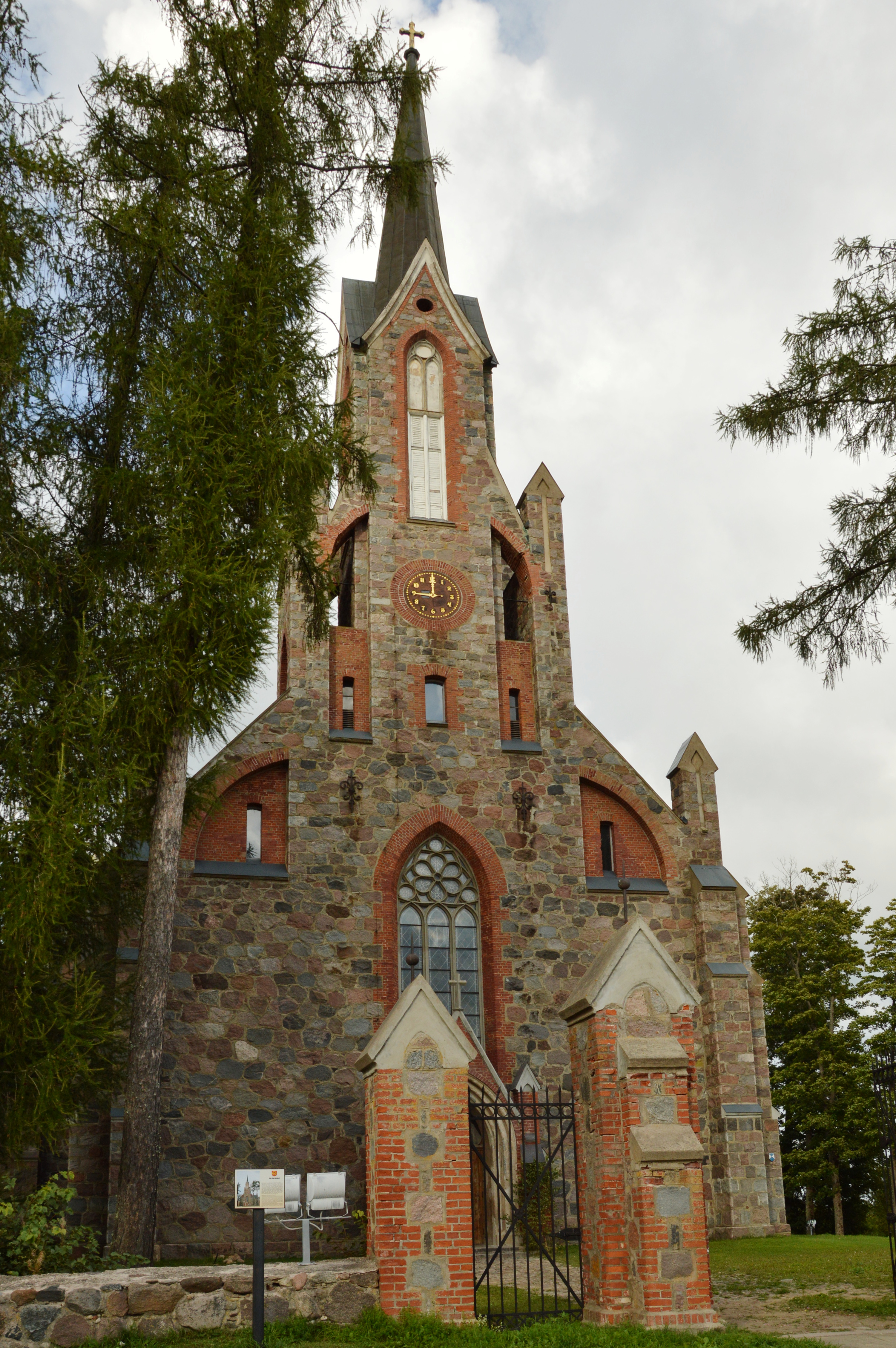
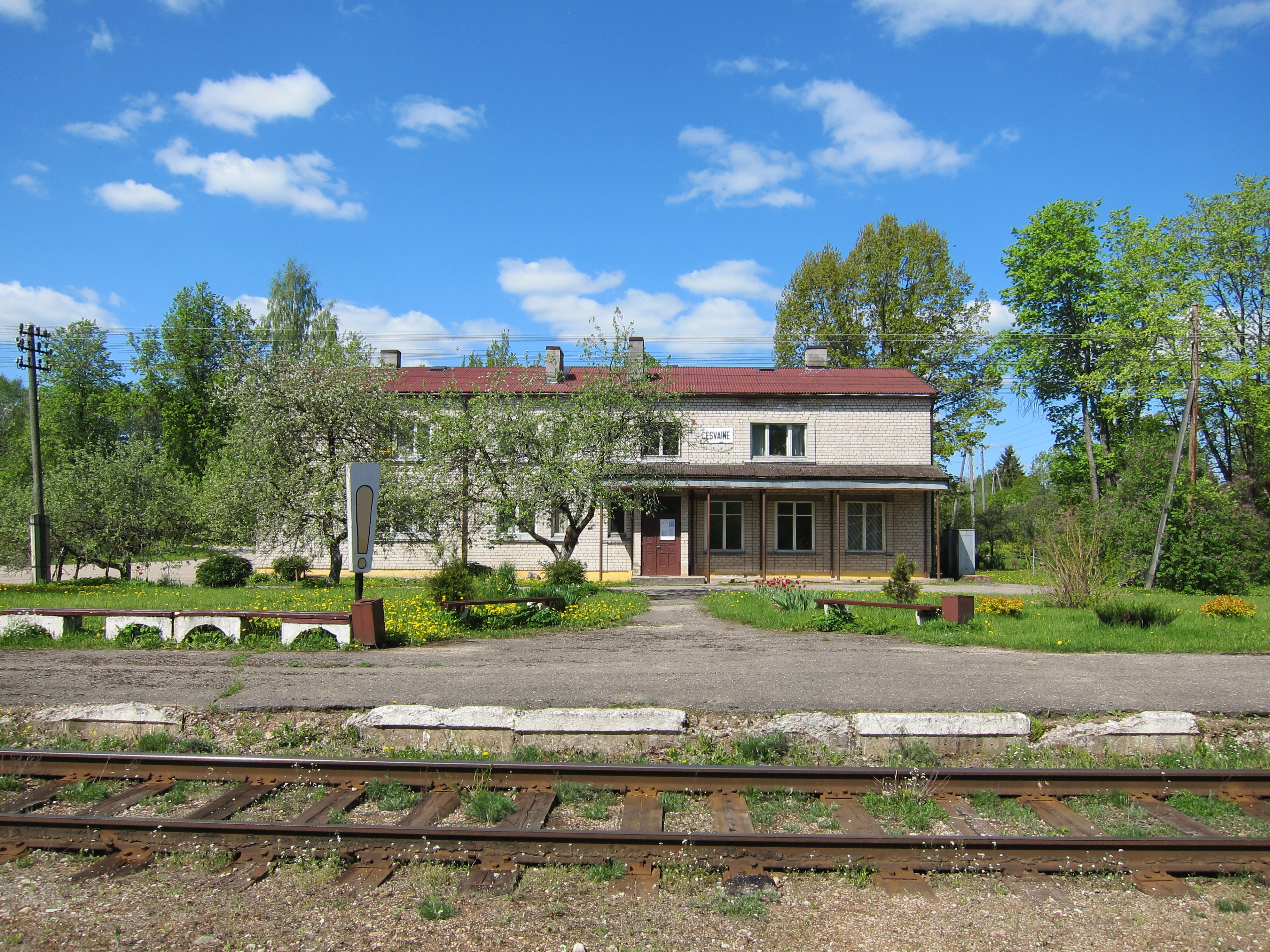
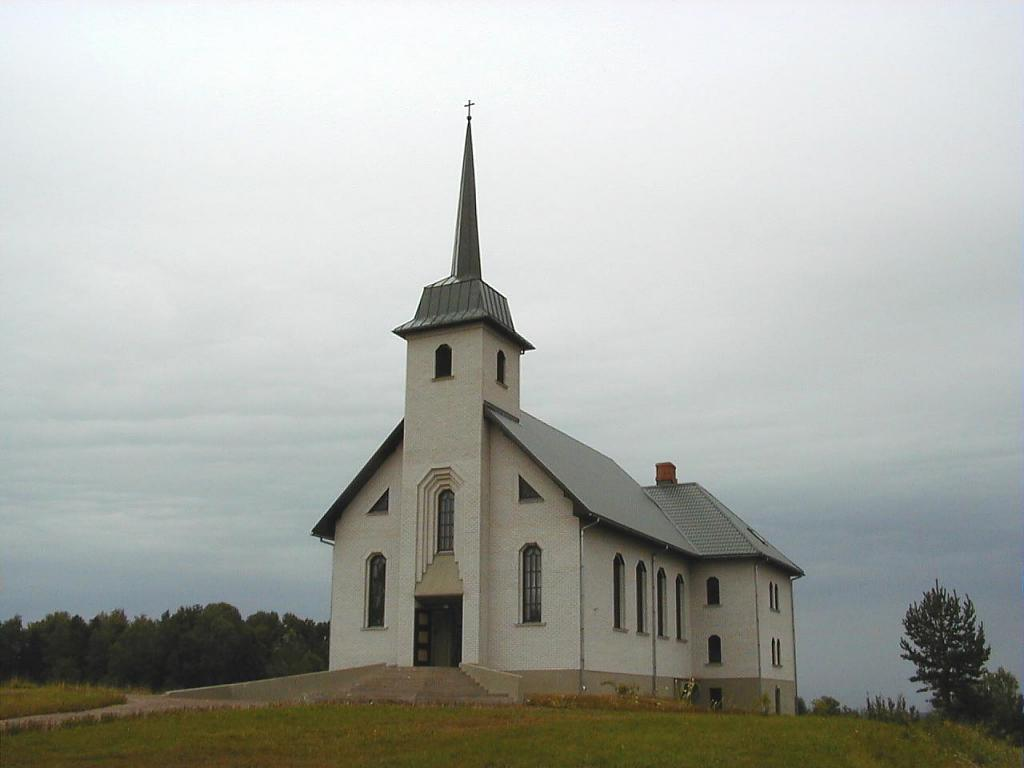

## أعلام
- روسش فريفالدز
- ياكوب ميخائيل راينهولد لينتس